# Falciano del Massico
Falciano del Massico este o comună din provincia Caserta, regiunea Campania, Italia, cu o populație de 3.363 locuitori (1 ianuarie 2023) și o suprafață de 46,72 km².

## Demografie
Falciano del Massico - evoluția demografică

|  | Graficele sunt indisponibile din cauza unor probleme tehnice. Mai multe informații se găsesc la Phabricator și la wiki-ul MediaWiki. |

Date: Recensăminte sau birourile de statistică - grafică realizată de Wikipedia